# 神通乡巴佬
《神通乡巴佬》（英語：Jack of All Traces），2012年3月8日在中国大陆上映的剧情片。

## 剧情
乡下人楚中天在学校读书时，汉字书写潦草，在试卷上写名字时，“楚”字分成了两截，被老师念成“林蛋大”，后来一直被同学们取了个这个绰号“林蛋大”。直接导致了他心中产生自卑情绪，于是他决计去城市找一个女人找老婆，生下的孩子就会变漂亮了。
十年后，当楚中天带着家中老本金15万人民币来到城市，碰上了善于心机的城里人朱月坡，朱月坡坐车去火车站结果车子坏了，司机在修车，楚中天告诉他如果再不去火车站就赶不上车了。两人边走边聊，互相认识了。
朱月坡为了给儿子去英国留学保证金凑齐15万，在公司里向各大老板和亲戚借钱，都没有借到手。自己还被老板开除了。
楚中天在城市里找工作，遇到了正在植物区打电话借钱的朱月坡。而他一直跟着朱月坡走，朱月坡嫌他脏，不停地闪躲。他最后告诉朱月坡自己带了大笔钱来城市里找老婆。朱月坡出于善良，于是带着他在相亲机构“我爱红娘婚介所”里报了名，一个月可以获得六次机会。
在第一次联谊会上，楚中天就因为相貌丑陋被淘汰了。朱月坡给他出主意，带他去服装店买衣服更换服装。
两人在一次相亲会上，认识了一个盲女方圆园。方圆园的职业是卖花。而楚中天一眼就看中了她。朱月坡于是决计帮助他追到方圆园，同时要求楚中天帮他一个忙，追到方圆园之后他会告诉楚中天是做什么事。
一天，朱月坡带着楚中天去看方圆园，楚中天带着方圆园骑脚踏车、看电影，两人玩了一整天，而朱月坡则看护她的狗狗。到了晚上，朱月坡还在街上看护狗狗，一群人追逐一个逃犯经过，逃犯丢下一个包包在他那，朱月坡捡着包包带了回去。
朱月坡见到事情进展不错，于是提出跟他借钱十五万人民币，并说：“钱是身外之物，朋友才是一辈子的。”，如是跟他讲哲学“舍得”开导他，但是楚中天最后都只同意借给他一万五，朱月坡一生气，于是踢倒了箱子，箱子里的钱全部倒了出来，一共两百万。而楚中天把钱借给了朱月坡，朱月坡把包包里的钱拿出来捐献给方圆园做手术。
当方圆园和楚中天在街道上卖花时，黑社会把两人抓走，并且打电话给朱月坡，叫他拿钱去赎人。于是两方约定场所交易，当黑社会放走方圆园和楚中天后，朱月坡把包包打开，却全部是纸张，朱月坡被黑社会毒打了一顿，重度昏迷，被送入医院急救。朱月坡来交易时先报了警，黑社会全部都被抓住了。警方提供奖金时，朱月坡把奖金给了楚中天。
把朱月坡送进医院后，楚中天就离开了城市，回到了农村。一天，朱月坡在街上碰到了骑着脚踏车的方圆园。方圆园问起楚中天哪去了。原来两人都离开了楚中天。此时方圆园已经复明了，是楚中天带他去的医院，而楚中天把自己的眼角膜捐给了方圆园，当他捐献完眼角膜，就发生了车祸导致失明。于是朱月坡带着方圆园去找楚中天。楚中天在乡下卖花生，方圆园碰到了他，两人诉说了那段感伤的过去，最后方圆园提出要一辈子陪着楚中天。

## 演员
| 演员   | 角色         | 备注                                               |
| 王宝强 | 楚中天       | 绰号：“林蛋大”，老实淳朴憨厚                       |
| 曾志伟 | 朱月坡       | 绰号：“朱肚皮”，嘴尖利齿，内心善良，已经为人祖父。 |
| 曹议文 | 方圆圆       | 盲女，职业是卖花                                   |
| 葛蕾   | 朱月坡的老婆 |                                                    |
| 欧川豪 | 小楚中天     |                                                    |
| 罗能华 | 朱月坡儿子   |                                                    |
| 廖本程 | 楚中天的父亲 |                                                    |
| 曹月娥 | 楚中天的母亲 |                                                    |
| 毕志刚 | 朱月坡女婿   |                                                    |
| 小小彬 | 朱月坡孙子   |                                                    |
| 魏伦理 | 经理         | 我爱红娘婚介所的经理                               |

## 制作
该片监制是台湾著名导演朱延平，他被誉为“台湾东方不败”；同时，该片在台湾北部信義區拍摄。
对于有观众质疑该片是《天下无贼》的翻版，演员王宝强说：“乡巴佬和傻根不同。傻根是真的傻，但是乡巴佬是个有点‘小滑头’的角色。”
该片中王宝强一改军人形象，而是以搞笑的风格出现，并且最终抱得美人归。